# Karangmangu (Baturraden)
Karangmangu is een plaats en bestuurslaag (kelurahan) in het onderdistrict (kecamatan) Baturraden in het regentschap Banyumas van de provincie Midden-Java, Indonesië. Karangmangu telt 3.088 inwoners (volkstelling 2010).